# Ciencia ocupacional
La Ciencia Ocupacional es el campo interdisciplinario dentro de las ciencias sociales y conductuales dedicado al estudio de los seres humanos como “seres ocupacionales”. Tal como se usa aquí, el término “ocupación” se refiere a las actividades dirigidas a objetivos que caracterizan la vida diaria de los seres humanos, así como las características y patrones de las actividades con un fin que ocurren a lo largo de la vida y la afectación a la salud y el bienestar. La Ciencia Ocupacional, además de estudiar las ocupaciones, estudia también los actores sociales que participan en esas actividades, sus particularidades sociales y culturales, se dedica a estudiar como viven y aprenden las personas en la vida cotidiana.

## Historia
La ciencia ocupacional ha evolucionado como un esfuerzo poco organizado por muchos estudiosos de diferentes disciplinas para entender el uso del tiempo humano. Debe su nombre al equipo de profesores de la Universidad del Sur de California que le dio un nuevo impulso en 1989  dirigido por Elizabeth Yerxa, que había sido influenciada por el trabajo de estudiantes de posgrado bajo la supervisión de Mary Reilly.

## Aplicación académica
La ciencia ocupacional ahora incluye programas académicos basados en universidades que llevan a títulos de grado y posgrado en el campo. Las disciplinas en las que los científicos ocupacionales se pueden encontrar incluyen la arquitectura, la ingeniería, la educación, la mercadotecnia, la psicología, la sociología, la antropología, la economía, la terapia ocupacional, administración del tiempo libre, la salud pública y la geografía. Hay muchas sociedades nacionales, regionales e internacionales dedicadas a promover la evolución de esta área especializada de la ciencia humana. Entre las revistas académicas con contenido directamente relacionado con la ciencia ocupacional se encuentran la Revista de la Ciencia Ocupacional, OTJR: Ocupación, Participación y Salud, La Revista de Investigación del Tiempo Libre, Diario de Estudios sobre felicidad, Investigación sobre calidad de vida, Investigación Aplicada a la calidad de vida, y variadas revistas de Terapia Ocupacional.